# Johann Thölde
Johann Thölde (* um 1565 in Grebendorf; † um 1614) war ein deutscher Alchemist, Salinist, Autor und Herausgeber. Er ist bedeutend als „Groß-Vater der Saltzsiede-Wissenschafft“ und als Herausgeber der Schriften des Basilius Valentinus.

## Biographie
Geboren wurde Johann Thölde um das Jahr 1565 (eher früher) in Grebendorf bei Eschwege. Seine Familie war bereits mehrere Generationen direkt oder indirekt mit der Saline in Allendorf an der Werra verbunden, wo der Großvater Valentin Thölde († 1559) als Salzgrebe im Salzwerk bei Allendorf gewirkt hatte und sein Vater Bastian Thölde († 1603) im Pfännerausschuss tätig gewesen war und Anteile an der Saline besessen hatte. Johanns Mutter Anna entstammte der Familie Schrendeisen und war eine Enkelin des Hiob Schrendeisen und der Elisabeth von Wildungen.
Johann Thölde immatrikulierte sich 1580 an der Universität Erfurt und 1583 an der Universität Jena. Zusammen mit seinem Bruder Otto erprobte er technische Verbesserungen zur Salzgewinnung in Allendorf, scheiterte damit aber wenigstens teilweise. 1599 heiratete er in die Salinenstadt Frankenhausen am Kyffhäuser und bekleidete dort das Amt eines Ratskämmerers. 1608 ist er als Berghauptmann im Gebiet des Hochstifts Bamberg nachweisbar. Sein weiteres Schicksal ist noch unbekannt. Er starb jedenfalls vor Ende 1614.
Bekannt wurde Thölde durch die Herausgabe der alchemistischen Schriften des bislang nicht identifizierten Benediktinermönchs Basilius Valentinus, für deren eigentlichen Verfasser er mehrheitlich angesehen wird, aber auch durch die Herausgabe einer Antimon-Schrift Alexanders von Suchten, die auch Anteile der Consideratio des Johannes de Rupescissa enthält. Thölde soll laut eigenem Bekunden von Johannes Hartmann und Joachim Tancke nach Erscheinen der Zwölf Schlüssel (1599) zur Fortsetzung der Edition von Basilius-Valentinus-Schriften aufgefordert worden sein. 1603 veröffentlichte er unter eigenem Namen die Haligraphia (2. Auflage 1612 unter dem Titel Haliographia), in der er das gesamte damals bekannte Wissen zur Siedesalzgewinnung zusammentrug und über 50 Salzwerke in Mitteleuropa beschrieb.

## Schriften
- Proces Buch für Moritz den Gelehrten. Kassel 1594 (Manuskript, ediert von Hans Gerhard Lenz, siehe Literatur).
- Bericht Der abschewlichen Kranckheit der roten Ruhr. Erfurt 1599.
- Haligraphia, Das ist, Gründliche und eigendliche Beschreibung aller Saltz Mineralien. Leipzig 1603.
  - Haliographia. Eisleben 1612.
  - Haliographia. Eisleben „1622“ (Jahreszahl handschriftlich verändert): Digitalisat der Universitäts- und Landesbibliothek Düsseldorf
- als Hrsg.: Basilius Valentinus, TriumphWagen Antimonii. J. Popporeich für J. Apel, Leipzig 1604.
- Examen Und Iudicium deß weitbeschrienen Brunnens […] welcher vor alters der Dannenbron genandt. Bamberg 1608.